# ینگی قشلاق
ینگی قشلاق (به ازبکی: Yangikishlok) یک منطقهٔ مسکونی در ازبکستان است که در شهرستان فاریش واقع شده‌است. ینگی قشلاق ۸٬۴۰۰ نفر جمعیت دارد.